# Janna Thompson
Janna Thompson, nascuda com a Janna Lea Thompson (1942) és una filòsofa i professora universitària australiana.
Experta en filosofia política, va estudiar filosofia a la Universitat d'Oxford i anys més tard va ser professora visitant a la càtedra Humphrey en Feminisme Modern a la Universitat de Waterloo, al Canadà. Ha exercit com a professora a la Universitat La Trobe de Melbourne.
Thompson és especialista en ètica del medi ambient, feminisme, justícia global i comunitarisme. Va guanyar el premi Eureka Prize for Research in Ethics el 2006 pel seu llibre Taking Responsability for the Past: Reparation and Historical Injustice (2002). També ha escrit altres llibres com Discourse and Knowledge: Defense of a Collectivist Ethics (1998) i Intergenerational Justice: Rights and Responsabilities in an Intergenerational Polity (2009).